# PENGUINS PROJECT
PENGUINS PROJECT（ペンギンズ プロジェクト）は、日本のソングライター、編曲家。作家名はペンギンス。1983年生まれ。

## 経歴

### ボカロＰ時代
子供の頃からピアノを習い、早稲田大学時代は文学部に在籍する傍ら、着信メロディのMIDI制作やバンドのローディーなど音楽活動の下積みを経験する。その後初音ミクやニコニコ動画に出会い2008年4月に「ゆれるトケイめぐるセカイ」でニコニコ動画にてボカロPデビューする。5作目の「チョコレート・トレイン」は歌ってみたなど多数の派生動画を生み初のVOCALOID殿堂入り（再生回数が10万回以上）を果たす。ボカロPとして作品を作るだけにとどまらず、イベントでのDJ等活動を広げていき、2011年、アメリカ・ロサンゼルスで行われたANIME EXPOや2014年にアトランタで行われたAnime Weekend Atlantaにパネラーとして参加したりとその活動は海外も視野に入れていた。

### アルバム制作
2009年には自身の1stアルバム「飛べない鳥の想像力」を発表。2作目「GALAPAGOS」（2011年）3作目「CLASSIC」（2013年）と合計3枚の自主制作アルバムをiTunes Store等で販売している。また2012年には、自身のポップスの原点と語るほど影響を受けた小室哲哉の楽曲を本人公認のもとにVOCALOIDカバーしたアルバム「小室哲哉 meets VOCALOID」（avex）に参加。1986年にヒットした渡辺美里のMy Revolutionをカバーした。ここからさらに商業的作品へと関わっていくことになる。

### 職業作家へ
最初のアルバムを発表した2009年からはITコンサルタントとして仕事をしながら音楽活動を続けていた。しかし次第にボカロやニコニコの文脈をはずれJ-POPを視野に入れた活動を始める。2015年には仕事を退職し、山口哲一や伊藤涼が行っているプロ作曲家養成講座「山口ゼミ」を経て選ばれたメンバーだけのクリエイター集団「CO-WRITING FARM」に所属し現在も活動を行っている。

## 提供楽曲
2016年
「Come on! Come on! Come on!」スティーヴィー・リッチー - 作曲・編曲（共作）
「Gravity」 ClariS - 作詞・作曲（共作）
「語るなら未来を…」欅坂46 - 作曲
2017年
「Catch Me!」miracle2（ミラクルミラクル）アイドル×戦士ミラクルちゅーんず! - 作詞・作曲（共作）
「 Knight's Courage」岡本信彦 - 作曲（共作）
2018年
「ヘタレ」クラスメート - 作詞・作曲
「いつかキスするその日がきても」Love Cocchi - 作曲
「1000km」BATTLE BOYS FUKUOKA（EBiDAN) - 作詞・作曲
2019年
「さよならリファレンス」A応P - 作詞・作曲（共作）
「Standing Alone」前島麻由 - 作曲（共作）
「恋するカモ」Girls2 ひみつ×戦士 ファントミラージュ! - 作詞・作曲（共作）
「フレンドシップ NO.1」ミサキ・クレア from Girls2 - 作詞・作曲（共作）
2020年
「ABCDEFガール」Girls2 ＜劇場版　ひみつ×戦士 ファントミラージュ!主題歌＞ - 作詞・作曲（共作）編曲
「キミニヲクル」東京女子流 - 作詞・作曲（共作）
「朝になったら削除します」足立佳奈 - 作詞・作曲
「○×△ 〜まる・ばつ・さんかく〜」lovely2 （Girls2内ユニット）- 作詞・作曲（共作）編曲
「ねっ！」east2（Girls2内ユニット）- 作詞・作曲（共作）編曲
「Shine!」east2（Girls2内ユニット）- 作詞・作曲（共作）
「生きることに楽になりたい」藤間桜（CV.天城サリー） - 作曲（共作）
「神様に指を差された僕たち」神木みかみ(CV.涼花萌）・東条悠希（CV.高辻麗）・柊つぼみ（CV.武田愛奈） - 作曲（共作）
2021年
「Microscope」櫻坂46 - 作曲・編曲（共作）
「To goでよろしく!」22/7 - 作曲（共作）
「MORE!×3」ukka - 作詞・作曲（共作）
2022年
「君は誰だ?」22/7 - 作曲（共作）
「カントリーガール」22/7 - 作曲（共作）
「ボイジャー」私立恵比寿中学 - 作詞・作曲（共作）
2023年
「TAiLWiND」ukka - 作詞・作曲（共作）